# Estiva Gerbi
Pour les articles homonymes, voir Gerbi.
Estiva Gerbi est une municipalité brésilienne de l'État de São Paulo et la Microrégion de Moji-Mirim.